# 河南天乐电视传媒文化演艺有限公司
河南天乐电视传媒文化演艺有限公司总部位于河南省郑州市，是河南广播电视台于2006年独家注资成立的一家文化传媒机构，是在河南省文化体制改革和文化产业创新的背景下成立的试点单位，天乐传媒公司拥有占地面积达104亩的五星级梦幻剧场“河南电视台8号演播厅”和河南电视台演艺艺术团。并依托河南电视台、河南人民广播电台和《东方今报》等媒体作为宣传资源。